# محمد الزکروطی
محمد الزکروطی (انگلیسی: Mohammed Al-Zakrouti؛ زادهٔ ۱۹ مهٔ ۱۹۹۶) یک بازیکن فوتبال اهل قطر است.